# Lacus Felicitatis

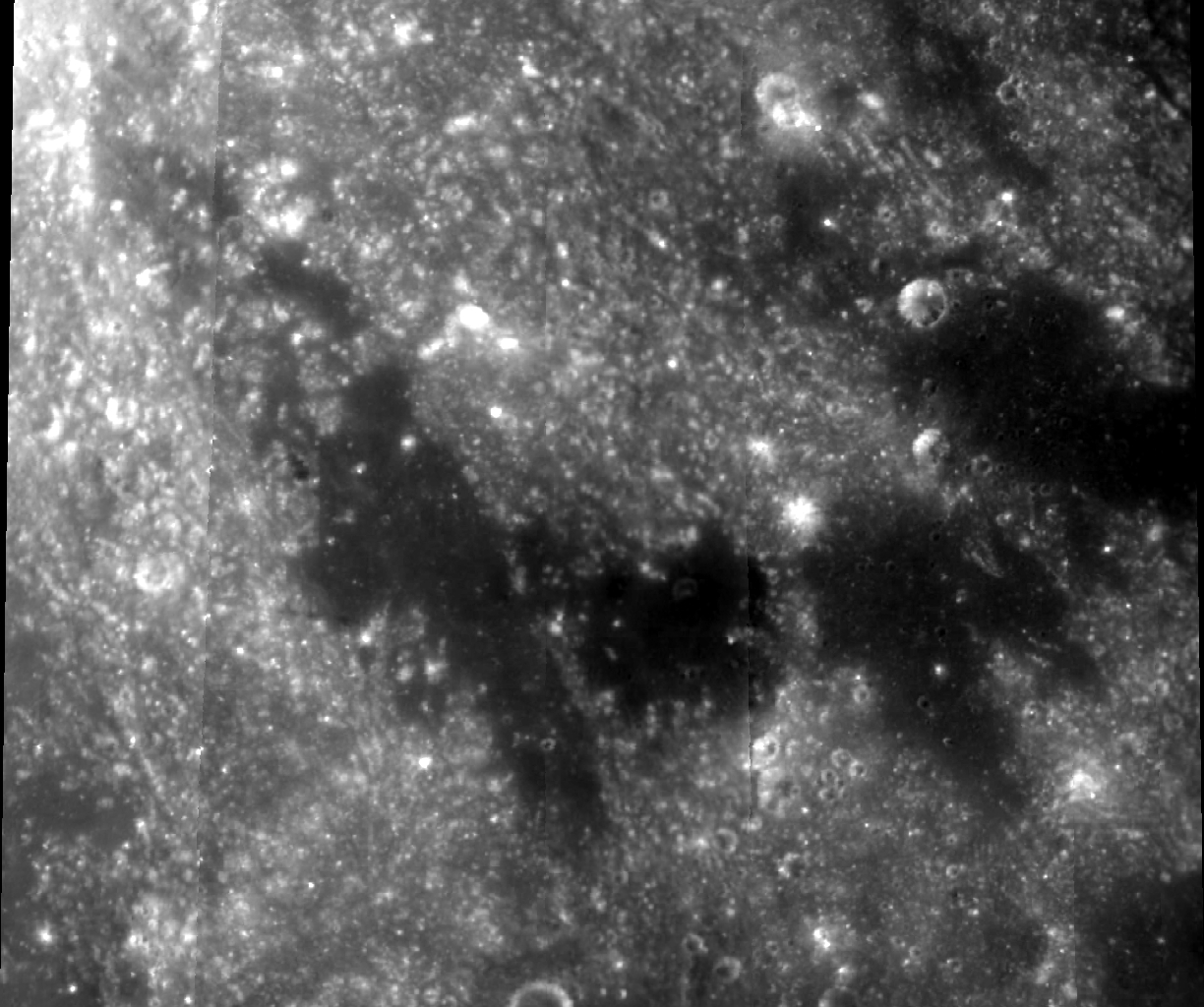
Lacus Felicitatis

Lacus Felicitatis (Latijn, Meer van de Blijdschap) is een gebied op de naar de aarde toegekeerde kant van de maan. Het bevindt zich in de driehoek gevormd door Montes Apenninus (het Apennijnengebergte), Montes Haemus (het Haemusgebergte) en Mare Vaporum (Zee van de mist). De benaming Lacus Felicitatis werd door de IAU (Internationale Astronomische Unie) toegekend na het beëindigen van het Apolloprogramma in 1972. De orbitale hogeresolutiefoto's die gemaakt werden gedurende de missies van Apollo 15, Apollo 16 en Apollo 17, alsook de reeks topografische maankaarten die aan de hand van deze foto's werden uitgebracht, noopten voor een aantal nieuwe namen voor betrekkelijk kleine gebiedjes op het maanoppervlak.

## De typische vormen van Lacus Felicitatis
Lacus Felicitatis bestaat uit twee delen. Het westelijke gedeelte ziet er tijdens volle maan uit als een donkere nummer 1, terwijl het oostelijke gedeelte eerder vormloos is. Samen met het eveneens donkere gebiedje Manilius E ten oosten van Lacus Felicitatis ziet het geheel eruit als een paardje met zadel.

## Ina, de D-vormige formatie in Lacus Felicitatis
Lacus Felicitatis is bekend dankzij de vreemdsoortige D-vormige formatie Ina die zich in het oostelijke gedeelte ervan bevindt. Ina is het meest bestudeerde onregelmatig maregebied (Irregular Mare Patch, IMP) en ziet eruit als een verzameling oliedruppels op een plat vlak. Ina werd toevallig ontdekt tijdens de missie van Apollo 15 in de zomer van 1971 dankzij hogeresolutiefoto's genomen vanuit een baan om de maan. Ina kan, mits gebruik van aangekoppelde webcamtechnologie, met behulp van amateurtelescopen worden waargenomen. In de lijst van genummerde onregelmatige maregebieden op de maan staat Ina geregistreerd als nummer 2, voorafgegaan door het onregelmatig maregebied in de dwarsliggende langwerpige depressie van Rimae Sosigenes in het westelijk gedeelte van Mare Tranquillitatis.

## Agnes, Dag en Osama
Nog kleinere oppervlakteformaties in en om de D-vormige formatie Ina hebben elk afzonderlijke namen gekregen. De grootste oliedruppelvormige depressie in Ina kreeg de voornaam Agnes (soms wel eens verkeerdelijk vermeld als Mons Agnes). Een kleine depressie ten noordwesten van Ina kreeg de voornaam Dag. Een depressie net ten zuidwesten en rakend aan Ina kreeg de voornaam Osama.